# Caringin Wetan
Caringin Wetan is een bestuurslaag in het regentschap Sukabumi van de provincie West-Java, Indonesië. Caringin Wetan telt 4416 inwoners (volkstelling 2010).